# Vidön
Vidön är en av de större öarna (4 km2) i Klarälvens delta i Värmland. Ön tillhör Hammarö kommun och avgränsas från dess huvudö Hammarön av Skoghallsådran i söder och öster. I norr, på andra sidan Dingelsundsådran, ligger Karlstads kommun och fastlandet; Vidön är alltså den ö som ligger längst västerut i deltat. I väster ligger Vänern (Kattfjorden) och i sydvästra delen av ön finns det nya renseriet som Stora Enso byggde 2012 och som förser fabriken, Skoghalls bruk, med flis via en transportör döpt till Vidar. Här ligger även Skoghalls bruks huvudkontor "Udden", samt vägmärkestillverkaren ProVias huvudkontor. Strax norr om pappersfabriken ligger nakenbadet Kråkudden samt textilbadet Fjärdestrand.
Öns enda tätort är Vidöåsen med 274 invånare (2005). I dess södra del finns en bebyggelse som före 2015 varit en del av tätorten Skoghall och som från 2015 definieras som en egen småort, se närmare om den i artikeln Vidön (småort). Det finns även ett nord-sydligt huvudstråk bestående av länsväg 554 (Dingelsundsvägen), en gång- och cykelväg samt ett industrispår, som kallas Karlstad–Skoghalls Järnväg. Alla förbinder de Karlstad med Skoghall. Järnvägen har stickspår till godsterminalen och kemirörelsen. På södra delen av ön låg Skoghalls järnvägsstation från 1917, ur bruk sedan 1950-talet och riven 2011. Det finns också en mindre vägförbindelse på östra sidan, från Vidöåsen över Skoghallsådran till gamla Karlstadsvägen och vidare mot länsväg 236 (Hammaröleden).